# كاسيا
كاسيا (بالإنجليزية: Casea)‏ هو جنس منقرض من سينابسيد بليكوصور بلغ طوله 1. 2 متر (4 أقدام) ووزنه أكثر من 600 كيلوجرام، صغير الحجم، وليس لديه شراع مثل باقي أنواع بليكوصور عاش أوائل العصر البرمي، وُجدت متحجراته في فرنسا والولايات المتحدة الأمريكية.

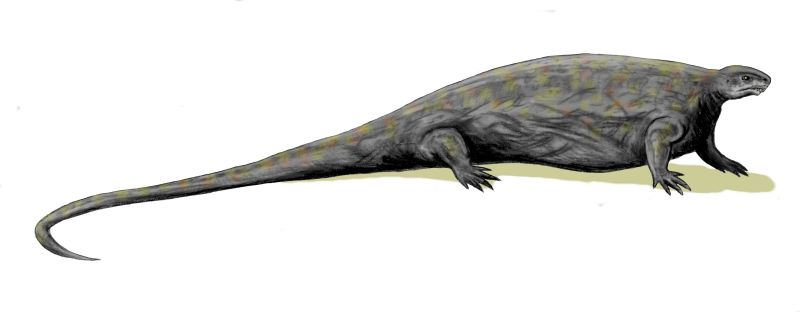
إعادة إنشاء كاسيا.

شكله يشبه سحلية سمينة، ولديه أربعة سيقان قصيرة وأرجل كبيرة مع ذيل طويل ورأس صغير وذات جسم ضخم وقفص صدري ضخم، ومعدة كبيرة (إحتاجها لهضم غذائه). وهو آكل للنباتات القاسية، مثل نبات ذنب الخيل والسراخس، ولم يكن لديها أسنان في فكها السفلي، لكن أسنان سميكة تشبه الوتد في الفك العلوى، وكان لديه أسنان صغيرة في سقف الفم.